# Cykelsadel

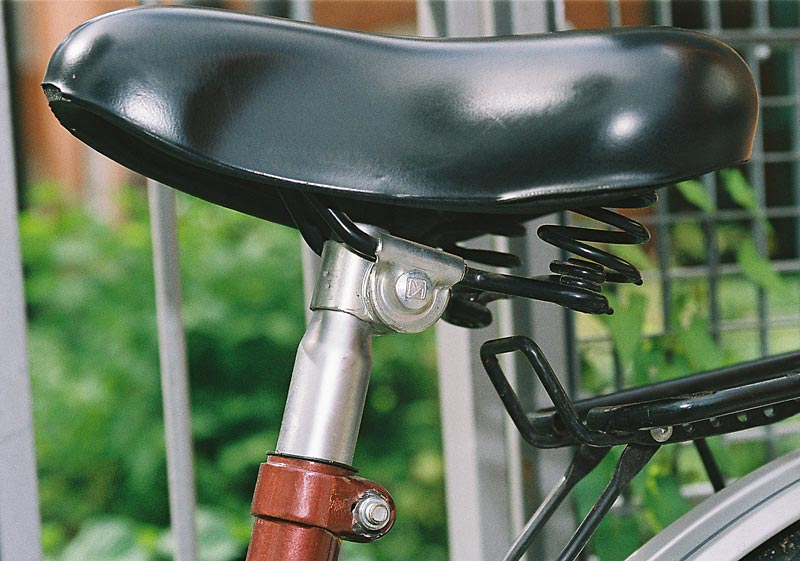
En enkel cykelsadel.

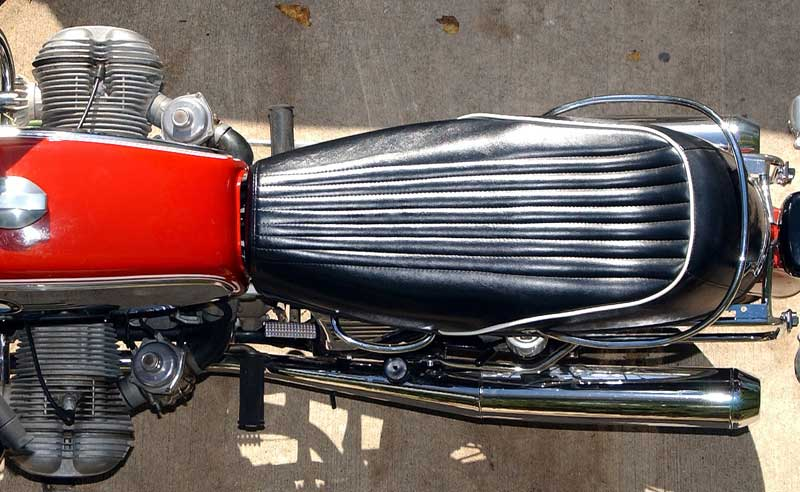
Limpan, en längre form av motorcykel- eller cykelsadel.

En sadel är den del av en cykel som cyklisten sitter på. Den är en av kontaktpunkterna, tillsammans med cykelstyret och pedalerna.
Det finns många olika modeller av cykelsadlar, de flesta päronformade. Brukscykelsadlar är oftast bredare, medan tävlingssadlar är smalare. Förr gjordes sadelns hölje oftast av läder, men i dag dominerar konstläder, lycra, kevlar och andra syntetmaterial.
De flesta sadlar är korta och fästa i ramen via en stång. Längre limpsadlar (limpor) har oftast två fästpunkter i ramen. Ytterligare en variant är cykelsätet som används på sittcyklar för att bära hela cyklistens tyngd.

## Upphängning
Sadeln sitter längst ut på sadelstolpen och kan antingen vara fjädrad, ha stoppning eller både och. Det kan vara antingen en fjäder i själva stolpen, eller ett par spiralfjädrar mellan fästet vid sadelstolpen och sadeln. Där sadelstolpen fäster i ramen finns en bult, som kan vara försedd med snabbkoppling, med den kan sadelns höjd justeras.

## Exempel på sadeltyper

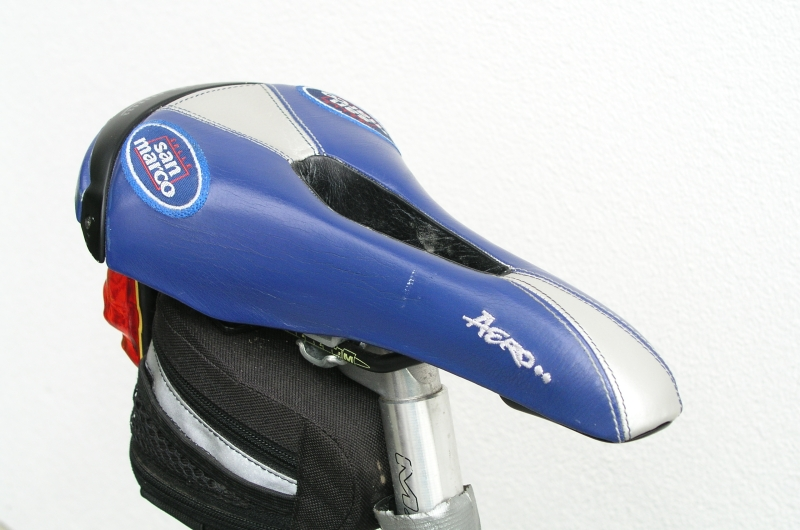
En Selle San Marco sadel för kvinnor
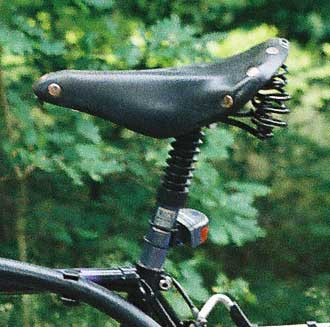
Lädersadel av äldre modell med fjädring
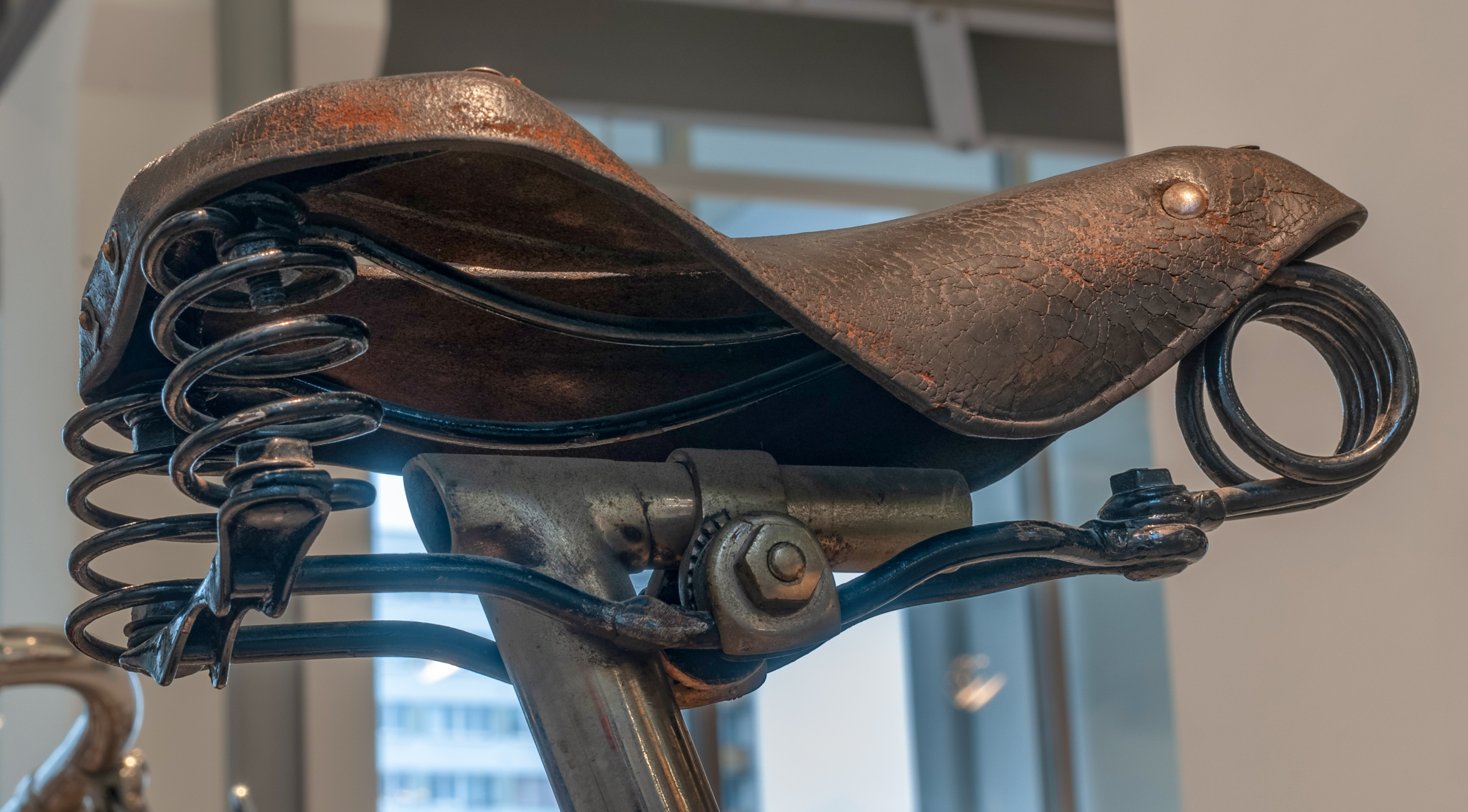
Laurin&Klement (1890)